# Giardino botanico alpino San Marco
Il giardino botanico alpino San Marco è un giardino botanico collocato nel territorio comunale di Valli del Pasubio (VI), in alta Val Leogra, alle pendici del Monte Pasubio. Si trova lungo il tracciato della strada provinciale del Pasubio approssimativamente all'altezza del chilometro 44, vicino ai confini con il Trentino.
Il giardino botanico è membro dell'Associazione Internazionale Giardini Botanici Alpini e fa parte del Gruppo di Lavoro per gli Orti Botanici e i Giardini Storici.

## Storia
Fondato nel 1961 da Ferdinando Barbato su un'area un tempo adibita a pascolo nei pressi di una faggeta, è gestito dall'unione montana Pasubio Alto Vicentino. Il giardino prende il nome dal santo titolare di una chiesetta che sorge nelle vicinanze.

## Il giardino
Il giardino botanico si trova ad una quota media di 1040 metri s.l.m. e comprende un'area approssimativamente pari a un ettaro.
Circa un terzo dell'area del giardino alpino è occupata da una faggeta, una parte è occupata da prato montano, tali ambienti sono naturali (la faggeta del giardino è un lembo di un bosco più ampio che si sviluppa in zona; il prato è spontaneo essendosi sviluppato, come quelli circostanti esterni al giardino, su aree disboscate); altre zone sono create artificialmente, pur nel rispetto della maggior "naturalità" possibile: una zona umida, una zona di semina e una zona a "roccere". Tra le specie presenti, alcune sono affini così da permettere il confronto delle diversità morfologiche tra esemplari simili.
I diversi ambienti del giardino sono corredati da tabelle indicative che illustrano gli aspetti dell'ecosistema, botanici, naturalistici e delle varie fioriture stagionali.  
Nel giardino vengono coltivate quasi esclusivamente specie provenienti dal territorio limitrofo delle Piccole Dolomiti e in parte provenienti dalle Prealpi Venete.
Tra gli esemplari presenti nel giardino:

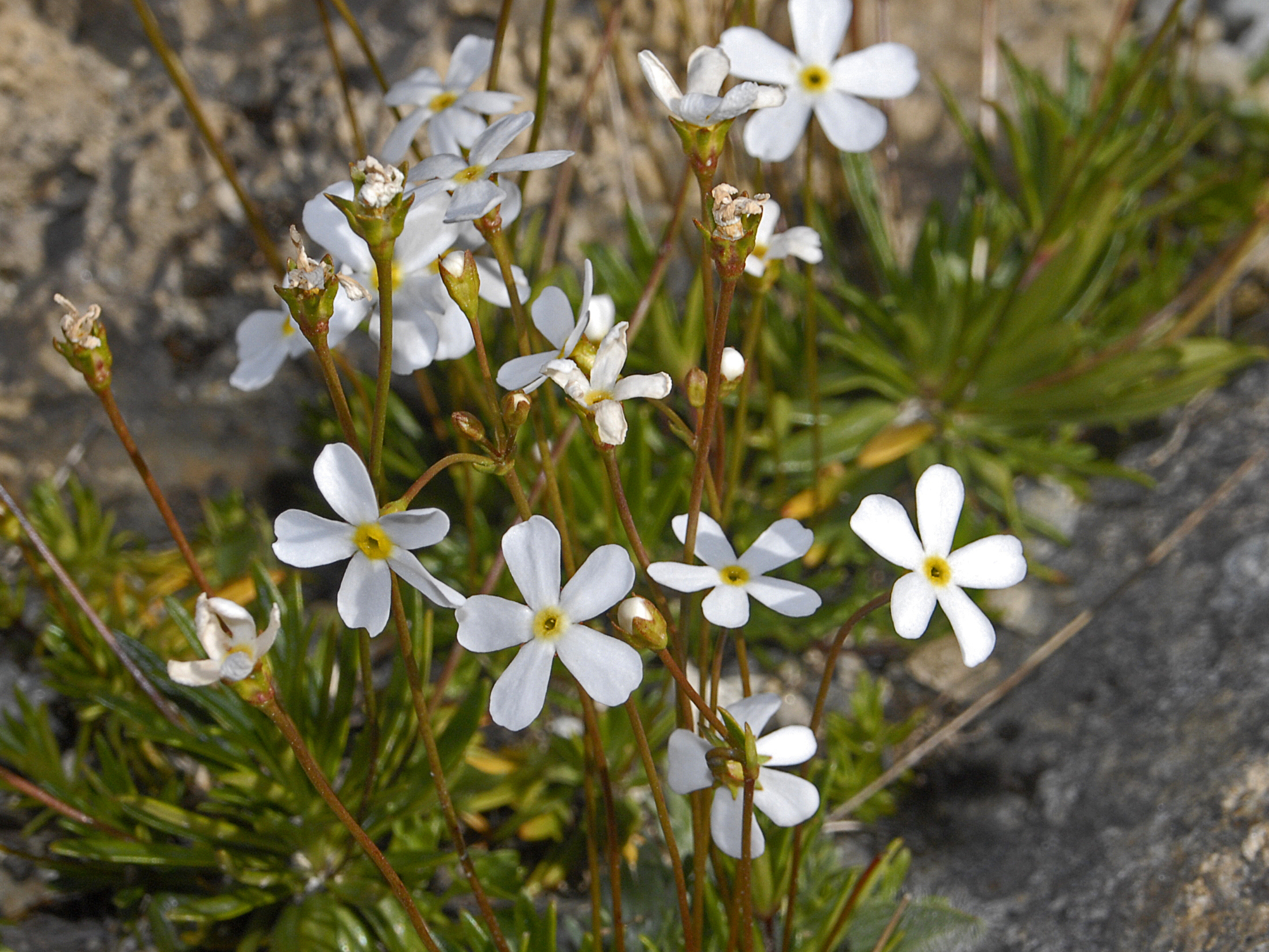
Androsace lattea
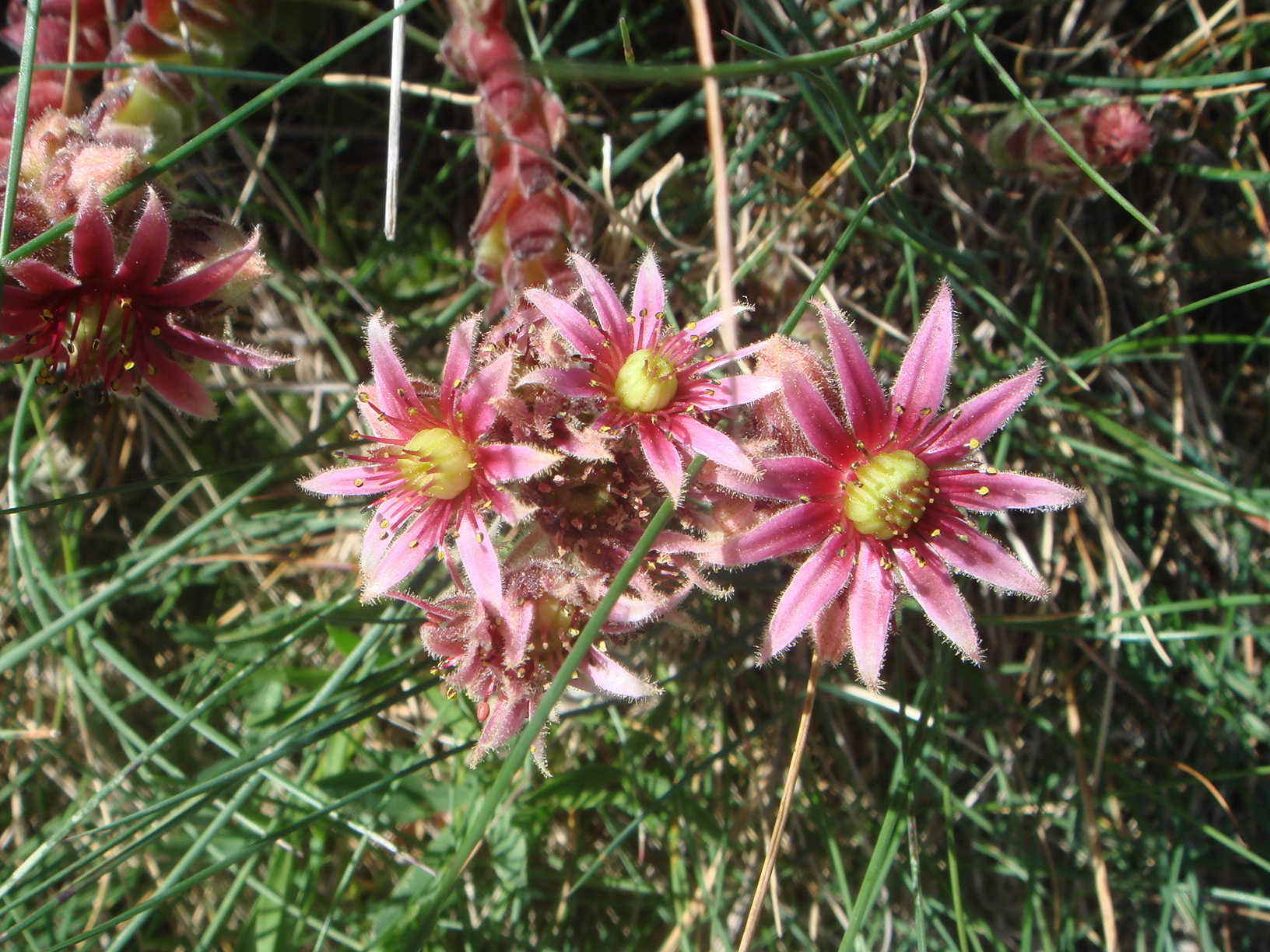
Semprevivo montano